# Tornei di tennis maschili nel 1887
Prima della nascita della cosiddetta "Era Open" del tennis, ossia l'apertura ai tennisti professionisti degli eventi più importanti, tutti i tornei erano riservati ad atleti dilettanti. Nel 1887 tutti i tornei erano amatoriali, tra questi c'erano i tornei del Grande Slam: il Torneo di Wimbledon, e gli U.S. National Championships.

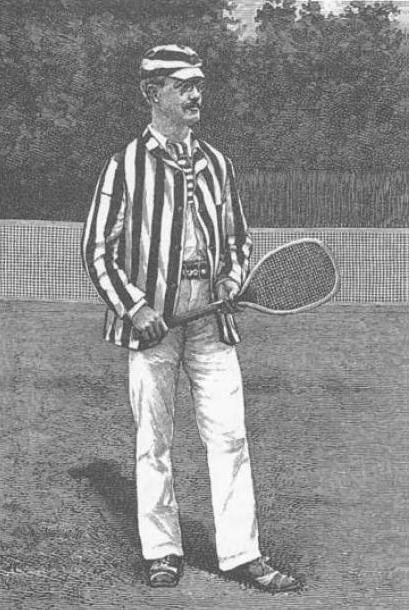
Immagine di Richard Sears che nel 1887 vinse la 7ª edizione degli U.S. National Championships

Nel 1887 venne disputata l'undicesima edizione del Torneo di Wimbledon questo vide vittoria di Herbert Lawford che sconfisse in finale il britannico Ernest Renshaw per 6–2, 6–3, 2–6, 4–6, 6–4. William Renshaw non difese il titolo conquistato l'anno precedente per questo motivo non venne disputato il challenge round e il trofeo venne assegnato a Lawford. Nella terza edizione del doppio maschile i fratelli William ed Ernest Renshaw non difesero in titolo dell'anno precedente e il titolo venne assegnsto a Herbert Wilberforce e Patrick Bowes-Lyon che hanno battuto nella finale del torneo preliminare James Herbert Crispe ed E. Barratt-Smith per 7-5, 6-3, 6-2.
Nel 1887 venne disputata anche la settima edizione dell'Irish Championships dove s'impose il britannico Ernest Renshaw che sconfisse in finale Herbert Lawford per 7-5 6-2 9-7. Nello U.S. National Championships, (oggi conosciuto come US Open) tenutosi sui campi in erba del Newport Casino di Newport negli Stati Uniti nel singolare maschile s'impose per l'ultima volta lo statunitense Richard Sears, che sconfisse nel challenge round il connazionale Henry Slocum in 4 set col punteggio di 6-1 6-3 6-2. Sears dopo la sua settima vittoria consecutiva agli U.S. National Championships non partiperà più al torneo stabilendo il record, che detiene ancora oggi, di sette vittorie su 7 partecipazioni. Oltre al torneo di singolare maschile all'Orange Tennis Club di Mountain Station si disputò anche il torneo di doppio dove s'imposero lo stesso Sears e James Dwight che in finale hanno battuto Howard Taylor e Henry Slocum 6-4, 3-6, 2-6, 6-3, 6-3.
Nel New South Wales Championships di Sydney ad imporsi nel singolare maschile fu l'australiano Charles William Cropper che in finale ha battuto il connazionale William J. Bush Salmon col punteggio di 6-0, 6-0, 5-7, 8-6.
Nel British Covered Court Championships di Londra, uno dei primi tornei della storia ad essere disputato su campi indoor, s'impose nel singolare maschile Ernest Lewis che in finale sconfisse Edward Lake Williams per 6-2 6-2 6-1.

## Calendario
| Circuito nordamericano |
| Tornei del Grande Slam |

### Gennaio
Nessun evento

### Febbraio
Nessun evento

### Marzo
Nessun evento

### Aprile
| Settimana | Torneo                                                                            | Vincitore                | Finalista            | Semifinalisti | Eliminati ai quarti |
| --------- | --------------------------------------------------------------------------------- | ------------------------ | -------------------- | ------------- | ------------------- |
| aprile    | British Covered Court Championships 1887 Londra, Gran Bretagna Singolare - Doppio | Ernest Lewis 6-2 6-2 6-1 | Edward Lake Williams |               |                     |
| aprile    | British Covered Court Championships 1887 Londra, Gran Bretagna Singolare - Doppio |                          |                      |               |                     |

### Maggio
| Settimana | Torneo                                                                  | Vincitore                             | Finalista                        | Semifinalisti                           | Eliminati ai quarti                                                |
| --------- | ----------------------------------------------------------------------- | ------------------------------------- | -------------------------------- | --------------------------------------- | ------------------------------------------------------------------ |
| 10 maggio | New South Wales Championships 1887 Sydney, Australia Singolare - Doppio | Charles William Cropper 6-4, 6-2, 6-0 | Robert D. Fitzgerald Dudley Webb | Walter John Carre Riddell Harold S. Fox | Charles T. Metcalfe Edward A. Merewether H. W. Bartram R. C. Allen |
| 10 maggio | New South Wales Championships 1887 Sydney, Australia Singolare - Doppio |                                       |                                  | Walter John Carre Riddell Harold S. Fox | Charles T. Metcalfe Edward A. Merewether H. W. Bartram R. C. Allen |
| 28 maggio | Irish Championships 1887 Dublino, Irlanda Singolare - Doppio            | Ernest Renshaw 7-5 6-2 9-7            | Herbert Lawford                  |                                         |                                                                    |
| 28 maggio | Irish Championships 1887 Dublino, Irlanda Singolare - Doppio            |                                       |                                  |                                         |                                                                    |

### Giugno
| Settimana | Torneo                                                                           | Vincitore                                           | Finalista              | Semifinalisti | Eliminati ai quarti |
| --------- | -------------------------------------------------------------------------------- | --------------------------------------------------- | ---------------------- | ------------- | ------------------- |
| giugno    | Welsh Championships 1887 Penarth, Gran Bretagna Singolare - Doppio               | Ernest de Sylly Hamilton Browne 6-1 6-2 ritiro      | James Baldwin          |               |                     |
| giugno    | Welsh Championships 1887 Penarth, Gran Bretagna Singolare - Doppio               |                                                     |                        |               |                     |
| giugno    | Torneo di Cheltenham 1887 Cheltenham, Gran Bretagna Singolare - Doppio           | Ernest de Sylly Hamilton Browne 3-6 6-3 6-1 4-6 6-2 | James Dwight           |               |                     |
| giugno    | Torneo di Cheltenham 1887 Cheltenham, Gran Bretagna Singolare - Doppio           |                                                     |                        |               |                     |
| 4 giugno  | Middle States Championships 1887 Hoboken, USA Singolare - Doppio                 | Leonard A. Beekman 6-3 8-6 6-4                      | Hugh A. Taylor         |               |                     |
| 4 giugno  | Middle States Championships 1887 Hoboken, USA Singolare - Doppio                 |                                                     |                        |               |                     |
| 4 giugno  | West of England Championships 1887 Bath, Gran Bretagna Singolare - Doppio        | Henry Grove 3-6 6-4 6-4 6-2                         | James Dwight           |               |                     |
| 4 giugno  | West of England Championships 1887 Bath, Gran Bretagna Singolare - Doppio        |                                                     |                        |               |                     |
| 18 giugno | London Athletic Club Championships 1887 Londra, Gran Bretagna Singolare - Doppio | Ernest Lewis 6-1 6-4 6-0                            | Herbert Chipp          |               |                     |
| 18 giugno | London Athletic Club Championships 1887 Londra, Gran Bretagna Singolare - Doppio |                                                     |                        |               |                     |
| 25 giugno | Kent Championships 1887 Beckenham, Gran Bretagna Singolare - Doppio              | Frederick A. Bowlby 1-6 8-6 6-4 6-1                 | Herbert Chipp          |               |                     |
| 25 giugno | Kent Championships 1887 Beckenham, Gran Bretagna Singolare - Doppio              |                                                     |                        |               |                     |
| 26 giugno | Northern Championships 1887 Manchester, Gran Bretagna Singolare - Doppio         | Henry Grove 4-6 6-2 8-10 6-4 6-2                    | David Grainger Chaytor |               |                     |
| 26 giugno | Northern Championships 1887 Manchester, Gran Bretagna Singolare - Doppio         |                                                     |                        |               |                     |

### Luglio
| Settimana | Torneo                                                                                  | Vincitore                                          | Finalista                             | Semifinalisti | Eliminati ai quarti |
| --------- | --------------------------------------------------------------------------------------- | -------------------------------------------------- | ------------------------------------- | ------------- | ------------------- |
| luglio    | Derbyshire Championships 1887 Buxton, Gran Bretagna Singolare - Doppio                  | Thomas Spread Campion 6-2 6-3 6-4                  | William Drummond Hamilton             |               |                     |
| luglio    | Derbyshire Championships 1887 Buxton, Gran Bretagna Singolare - Doppio                  |                                                    |                                       |               |                     |
| 7 luglio  | Torneo di Wimbledon 1887 Londra, Gran Bretagna Singolare - Doppio                       | Herbert Lawford 1-6 6-3 3-6 6-4 6-4                | Ernest Renshaw                        |               |                     |
| 7 luglio  | Torneo di Wimbledon 1887 Londra, Gran Bretagna Singolare - Doppio                       | Herbert Wilberforce Patrick Bowes-Lyon 7-5 6-3 6-1 | James Herbert Crispe E. Barratt-Smith |               |                     |
| 8 luglio  | Western Championships 1887 Chicago, USA Singolare - Doppio                              | Charles A. Chase 7-5 6-3 6-4                       | B.F. Cummins                          |               |                     |
| 8 luglio  | Western Championships 1887 Chicago, USA Singolare - Doppio                              |                                                    |                                       |               |                     |
| 23 luglio | Middlesex Championships 1887 Chiswick Park, Gran Bretagna Singolare - Doppio            | Ernest Lewis 7-5 3-6 6-2 6-3                       | Ernest George Meers                   |               |                     |
| 23 luglio | Middlesex Championships 1887 Chiswick Park, Gran Bretagna Singolare - Doppio            |                                                    |                                       |               |                     |
| 27 luglio | Northumberland Championships 1887 Newcastle upon Tyne, Gran Bretagna Singolare - Doppio | Patrick Bowes-Lyon 7-5 6-0 3-1 ritiro              | Herbert Bowes- Lyon                   |               |                     |
| 27 luglio | Northumberland Championships 1887 Newcastle upon Tyne, Gran Bretagna Singolare - Doppio |                                                    |                                       |               |                     |

### Agosto
| Settimana | Torneo                                                                            | Vincitore                                      | Finalista                  | Semifinalisti | Eliminati ai quarti |
| --------- | --------------------------------------------------------------------------------- | ---------------------------------------------- | -------------------------- | ------------- | ------------------- |
| Agosto    | Torneo di Exmouth 1887 Exmouth, Gran Bretagna Singolare - Doppio                  | Henry Grove 6-1 6-3 7-5                        | James Baldwin              |               |                     |
| Agosto    | Torneo di Exmouth 1887 Exmouth, Gran Bretagna Singolare - Doppio                  |                                                |                            |               |                     |
| Agosto    | Northwestern Championships 1887 Minneapolis, USA Singolare - Doppio               | Charles A. Chase                               | non conosciuta (bandiera)  |               |                     |
| Agosto    | Northwestern Championships 1887 Minneapolis, USA Singolare - Doppio               |                                                |                            |               |                     |
| 2 agosto  | U.S. National Championships 1887 Newport, USA Singolare - Doppio                  | Richard Sears 6-1 6-3 6-2                      | Henry Slocum               |               |                     |
| 2 agosto  | U.S. National Championships 1887 Newport, USA Singolare - Doppio                  | Richard Sears James Dwight 6-4 3-6 2-6 6-3 6-3 | Howard Taylor Henry Slocum |               |                     |
| 11 agosto | Scottish Championships 1887 St Andrews, Gran Bretagna Singolare - Doppio          | Henry Grove 6-3 6-3 1-6 2-6 6-2                | Patrick Bowes-Lyon         |               |                     |
| 11 agosto | Scottish Championships 1887 St Andrews, Gran Bretagna Singolare - Doppio          |                                                |                            |               |                     |
| 15 agosto | New England Championships 1887 New Haven, USA Singolare - Doppio                  | Henry Slocum 1-6 6-2 6-4 6-1                   | W.L. Thatcher              |               |                     |
| 15 agosto | New England Championships 1887 New Haven, USA Singolare - Doppio                  |                                                |                            |               |                     |
| 27 agosto | North of England Championships 1887 Scarborough, Gran Bretagna Singolare - Doppio | Ernest de Sylly Hamilton Browne 7-5 6-1 6-3    | James Baldwin              |               |                     |
| 27 agosto | North of England Championships 1887 Scarborough, Gran Bretagna Singolare - Doppio |                                                |                            |               |                     |

### Settembre
| Settimana   | Torneo                                                                              | Vincitore                | Finalista                            | Semifinalisti | Eliminati ai quarti |
| ----------- | ----------------------------------------------------------------------------------- | ------------------------ | ------------------------------------ | ------------- | ------------------- |
| Settembre   | South of England Championships 1887 Eastbourne, Gran Bretagna Singolare - Doppio    | Ernest Lewis 8-6 7-5 6-4 | Herbert William Wrangham Wilberforce |               |                     |
| Settembre   | South of England Championships 1887 Eastbourne, Gran Bretagna Singolare - Doppio    |                          |                                      |               |                     |
| 3 settembre | Southern California Championships 1887 Santa Monica, USA Cemento Singolare - Doppio | Mr. W.H. Young           |                                      |               |                     |
| 3 settembre | Southern California Championships 1887 Santa Monica, USA Cemento Singolare - Doppio |                          |                                      |               |                     |

### Ottobre
| Settimana  | Torneo                                                                   | Vincitore                                        | Finalista            | Semifinalisti | Eliminati ai quarti |
| ---------- | ------------------------------------------------------------------------ | ------------------------------------------------ | -------------------- | ------------- | ------------------- |
| 14 ottobre | National Collegiate Championships 1887 New Haven, USA Singolare - Doppio | Philip Shelton Sears 6-8 6-2 6-2                 | G.G. Shaw jr         |               |                     |
| 14 ottobre | National Collegiate Championships 1887 New Haven, USA Singolare - Doppio |                                                  |                      |               |                     |
| 25 ottobre | Victorian Championships 1887 Melbourne, Australia Singolare - Doppio     | Arthur Gideon Hugh Colquhoun 6-1 7-5 6-8 0-6 6-4 | Walter Timon Coldham |               |                     |
| 25 ottobre | Victorian Championships 1887 Melbourne, Australia Singolare - Doppio     |                                                  |                      |               |                     |
| 31 ottobre | Southern Championships 1887 Washington, USA Singolare - Doppio           | Leigh Bonsal 6-2 6-3                             | Charles L. McCauley  |               |                     |
| 31 ottobre | Southern Championships 1887 Washington, USA Singolare - Doppio           |                                                  |                      |               |                     |

### Novembre
Nessun evento

### Dicembre
| Settimana   | Torneo                                                                      | Vincitore                                      | Finalista            | Semifinalisti | Eliminati ai quarti |
| ----------- | --------------------------------------------------------------------------- | ---------------------------------------------- | -------------------- | ------------- | ------------------- |
| 24 dicembre | New Zealand Championships 1887 Wellington, Nuova Zelanda Singolare - Doppio | Percival Clennell Fenwick 6-4 2-6 4-6 10-8 6-2 | Richard Dacre Harman |               |                     |
| 24 dicembre | New Zealand Championships 1887 Wellington, Nuova Zelanda Singolare - Doppio | Richard Dacre Harman F. Wilding                |                      |               |                     |